# Isotricha
Isotricha is een geslacht van trilhaardiertjes uit de familie Isotrichidae. Het geslacht omvat onder andere een aantal soorten die voorkomen in het maag-darmstelsel van herkauwers. Typerend voor soorten uit het geslacht Isotricha zijn de cilia of trilhaartjes die rijen parallel aan de lange zijde van de cel lopen. Tot 1981 behoorde O. bubali tot dit geslacht maar werd in dat jaar door Imai opnieuw ingedeeld en toen bij het geslacht Oligoisotricha.

## Soorten
- I. intestinalis
- I. jalaludinii
- I. prostoma